# Vitali Ginzburg
Vitali Lazarevitsj Ginzburg (Russisch: Виталий Лазаревич Гинзбург) (Moskou, 4 oktober 1916 – aldaar, 8 november 2009) was een Russisch natuurkundige. Hij kreeg in 2003 de Nobelprijs voor de Natuurkunde, samen met Aleksej Abrikosov en Anthony Leggett "voor hun pioniersbijdrage aan de theorie van supergeleiding en superfluïditeit". Ginzburg was daarnaast een uitgesproken atheïst.

## Biografie
Ginzburg werd geboren in een Joods gezin als enig kind van ingenieur Lazar Efimovitsj Ginzburg (1863-1942) en arts Augusta Felgenauer (1886-1920). Nadat zijn moeder in 1920 aan tyfus overleed, zorgde zijn jongere zus Rosa voor de familie.
Hij studeerde in 1938 af aan de natuurkundefaculteit van de Staatsuniversiteit van Moskou. In 1940 haalde hij zijn kandidaatsdiploma en in 1942 verkreeg hij onder Igor Tamm de doctorstitel. Vanaf 1940 werkte hij aan het Lebedev Instituut. In 1950 ontwikkelde hij samen met Lev Landau een deels fenomenologische theorie over supergeleiding, die naar hen de Ginzburg-Landau theorie wordt genoemd. Verder bedacht hij een theorie over de voortplanting van elektromagnetische golven in een plasma – bijvoorbeeld in de ionosfeer – en een theorie over de oorsprong van kosmische straling. Bij biologen is hij bekend omdat hij deel uitmaakte van een groep wetenschappers die een eind maakte aan het bewind van Trofim Lysenko waardoor in de Sovjet-Unie de moderne genetica weer kon worden bestudeerd.
Ginzburg was al voor de Tweede Wereldoorlog verbonden aan het wetenschappelijk tijdschrift Uspekhi Fizicheskikh en werd in 1998 tot hoofdredacteur benoemd. Hij was ook hoofd van de Afdeling voor natuurkunde en astrofysische problemen die hij in 1968 had opgericht aan het Instituut voor Natuurkunde en Techniek van Moskou. In 1995 ontving Ginzburg de Gouden Lomonosov-medaille van de Russische Academie van Wetenschappen.

## Religie en atheïsme
Ginzburg beschouwde zichzelf als seculiere Jood. Na de val van het communisme in de Sovjet-Unie was hij actief in het Joodse leven, vooral in Rusland waar hij in het bestuur van het Russisch-Joodse Congres zat. Hij stond erom bekend antisemitisme te bestrijden en Israël te steunen. Hij was een uitgesproken atheïst, zowel onder het militant atheïstische Sovjetbewind als in het Rusland na de val van het communisme, toen religie een sterke herleving doormaakte. In de pers verdedigde hij het atheïsme tegen de klerikalen en hij schreef verschillende boeken over de vraagstukken van religie en atheïsme. Sommige groepen orthodoxe christenen veroordeelden Ginzburg hier om, en meenden dat geen enkele wetenschappelijke prijs een excuus kon vormen voor zijn aanvallen op de Russisch-Orthodoxe kerk.
Ginzburg was een van de ondertekenaars van een open brief van de leden van de Russische Academie van Wetenschappen aan president Poetin tegen de toenemende invloed van de Russische kerk op het openbare leven.
Ginzburg overleed op 8 november 2009 op 93-jarige leeftijd aan een hartstilstand.